# South East Hockey League
Die South East Hockey League (SEHL) war eine Eishockey-Minor-League im Süden der USA.
Nach dem Austritt der Teams aus der Atlantic Coast Hockey League (ACHL), wurden zwei neue Ligen gegründet: Zum einen die World Hockey Association 2 (WHA2) und die South East Hockey League. Der einzige Champion der SEHL waren die Huntsville Channel Cats.
Die SEHL, als auch die WHA2, überstanden allerdings nur die Saison 2003/04. Aus beiden Ligen gründeten einige verbliebene Teams dann im Sommer 2004 die Southern Professional Hockey League (SPHL).

## Teams der SEHL
- Cape Fear Fire Antz
- Huntsville Channel Cats
- Knoxville Ice Bears
- Winston-Salem T-birds

### Nicht verwirklichte Teams
- Tupelo T-Rex (wegen Streitigkeiten um Vertragspunkte bzgl. der Arena nie gespielt)

## Saison 2003/04
Die Saison 2003/04 war die einzige Spielzeit der South East Hockey League. Die vier Teams absolvierten in der regulären Saison 56 Begegnungen. Das punktbeste Team der regulären Saison waren die Huntsville Channel Cats, die in den Play-offs außerdem den Meistertitel gewannen.

### Reguläre Saison

#### Abschlusstabelle
Abkürzungen: GP = Spiele, W = Siege, L = Niederlagen, T = Unentschieden, OTL = Niederlage nach Overtime, GF = Erzielte Tore, GA = Gegentore, Pts = Punkte
|                         | GP | W  | L  | OTL | GF  | GA  | Pts |
| ----------------------- | -- | -- | -- | --- | --- | --- | --- |
| Huntsville Channel Cats | 56 | 43 | 13 | 0   | 233 | 164 | 86  |
| Knoxville Ice Bears     | 56 | 26 | 30 | 0   | 201 | 195 | 52  |
| Cape Fear Fire Antz     | 56 | 25 | 31 | 0   | 213 | 221 | 50  |
| Winston-Salem T-birds   | 56 | 18 | 38 | 0   | 178 | 245 | 36  |

### Playoffs
|  | Halbfinale | Halbfinale              | Halbfinale |  |  | Finale | Finale                  | Finale |
|  |            |                         |            |  |  |        |                         |        |
|  |            |                         |            |  |  |        |                         |        |
|  | 1          | Huntsville Channel Cats |            |  |  |        |                         |        |
|  |            | Freilos                 |            |  |  |        |                         |        |
|  |            |                         |            |  |  | 1      | Huntsville Channel Cats | 3      |
|  |            |                         |            |  |  | 2      | Knoxville Ice Bears     | 0      |
|  | 2          | Knoxville Ice Bears     | 2          |  |  |        |                         |        |
|  | 3          | Cape Fear Fire Antz     | 0          |  |  |        |                         |        |
|  |            |                         |            |  |  |        |                         |        |